# Bruno Cortez
Bruno Cortez (sinh ngày 11 tháng 3 năm 1987) là một cầu thủ bóng đá người Brasil.

## Đội tuyển bóng đá quốc gia Brasil
Bruno Cortez thi đấu cho đội tuyển bóng đá quốc gia Brasil từ năm 2011.

## Thống kê sự nghiệp
| Đội tuyển bóng đá Brasil | Đội tuyển bóng đá Brasil | Đội tuyển bóng đá Brasil |
| Năm                      | Trận                     | Bàn                      |
| ------------------------ | ------------------------ | ------------------------ |
| 2011                     | 1                        | 0                        |
| Tổng cộng                | 1                        | 0                        |